# TAAR6
TAAR6 (англ. Trace amine associated receptor 6) – білок, який кодується однойменним геном, розташованим у людей на короткому плечі 6-ї хромосоми. Довжина поліпептидного ланцюга білка становить 345 амінокислот, а молекулярна маса — 38 451.
| 10         |  | 20         |  | 30         |  | 40         |  | 50         |
| ---------- |  | ---------- |  | ---------- |  | ---------- |  | ---------- |
| MSSNSSLLVA |  | VQLCYANVNG |  | SCVKIPFSPG |  | SRVILYIVFG |  | FGAVLAVFGN |
| LLVMISILHF |  | KQLHSPTNFL |  | VASLACADFL |  | VGVTVMPFSM |  | VRTVESCWYF |
| GRSFCTFHTC |  | CDVAFCYSSL |  | FHLCFISIDR |  | YIAVTDPLVY |  | PTKFTVSVSG |
| ICISVSWILP |  | LMYSGAVFYT |  | GVYDDGLEEL |  | SDALNCIGGC |  | QTVVNQNWVL |
| TDFLSFFIPT |  | FIMIILYGNI |  | FLVARRQAKK |  | IENTGSKTES |  | SSESYKARVA |
| RRERKAAKTL |  | GVTVVAFMIS |  | WLPYSIDSLI |  | DAFMGFITPA |  | CIYEICCWCA |
| YYNSAMNPLI |  | YALFYPWFRK |  | AIKVIVTGQV |  | LKNSSATMNL |  | FSEHI      |

A: Аланін

C: Цистеїн

D: Аспарагінова кислота

E: Глутамінова кислота

F: Фенілаланін

G: Гліцин

H: Гістидин

I: Ізолейцин

K: Лізин

L: Лейцин

M: Метіонін

N: Аспарагін

P: Пролін

Q: Глутамін

R: Аргінін

S: Серин

T: Треонін

V: Валін

W: Триптофан

Кодований геном білок за функціями належить до рецепторів, g-білокспряжених рецепторів, білків внутрішньоклітинного сигналінгу. 
Локалізований у клітинній мембрані, мембрані.